# Blauwoogvlinder
De blauwoogvlinder (Minois dryas) is een vlinder uit de onderfamilie Satyrinae van de familie Nymphalidae, de vossen, parelmoervlinders en weerschijnvlinders. 

## Kenmerken
De spanwijdte bedraagt 45 tot 63 millimeter. De rups is geelachtig grijs met donkergrijze en bruine strepen. De pop is bruin en wordt soms op de grond gevonden.

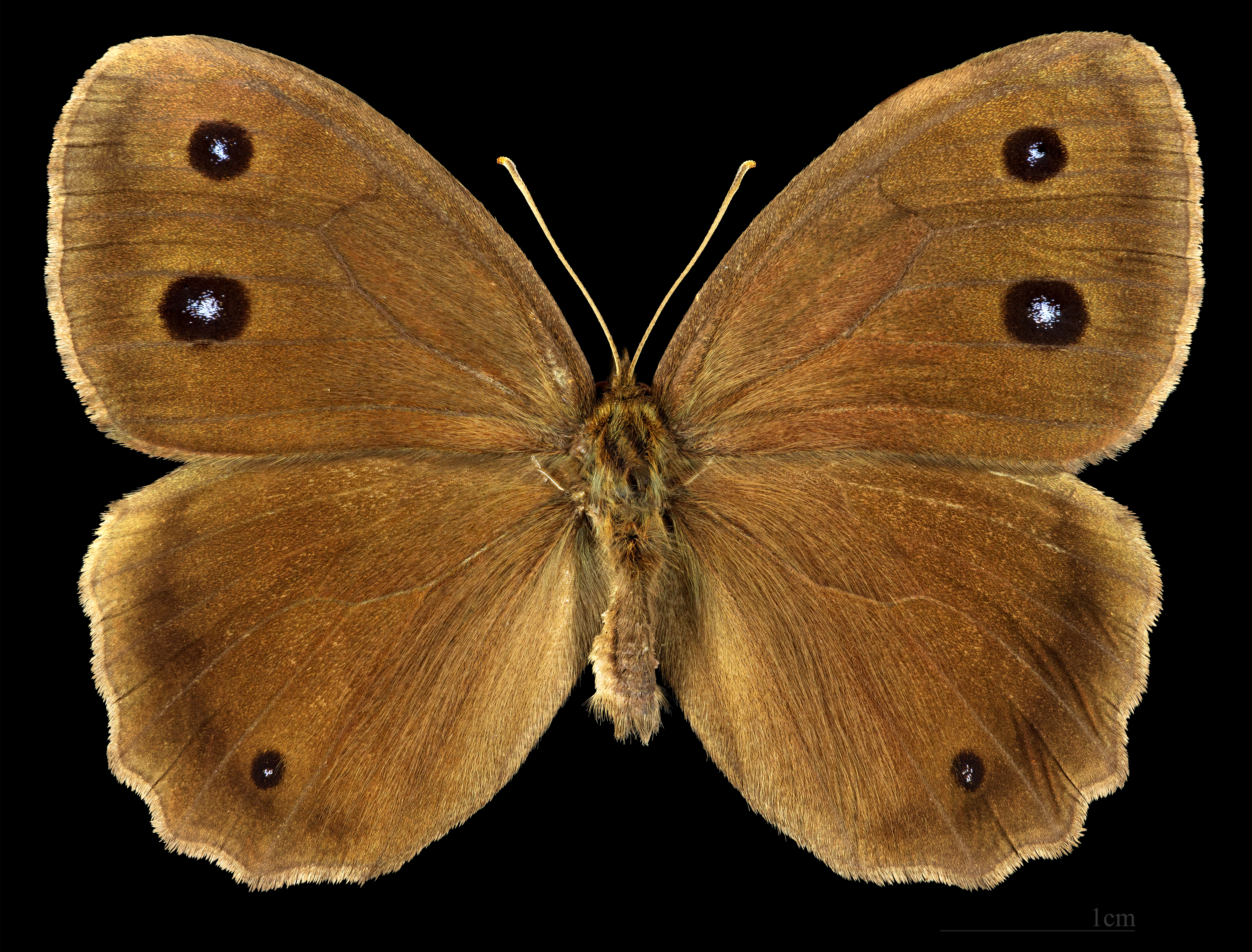
Minois dryas ♂
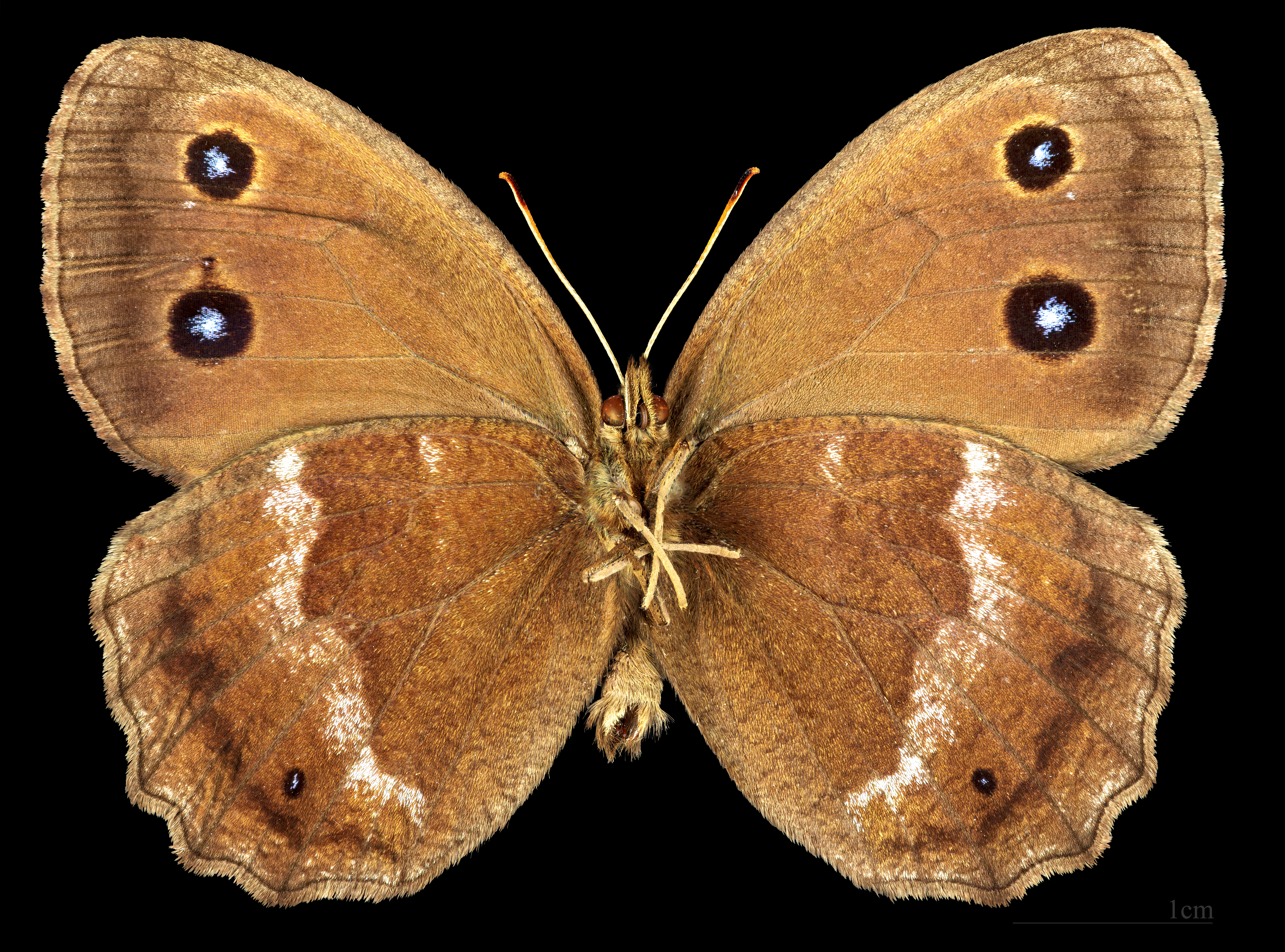
Minois dryas ♂   △

## Verspreiding en leefgebied
De soort komt voor van Zuid- en Centraal-Europa tot Centraal-Azië en Japan. De soort kent één jaarlijkse generatie die vliegt van juni tot in september. De vlinder vliegt op hoogtes van 100 tot 1700 meter boven zeeniveau. De habitat bestaat uit vochtige heidevelden en graslanden vaak in de buurt van (loof)bossen.

## Levenscyclus
De jaarlijkse generatie vliegt in juli-augustus.

## Waardplanten
De waardplanten van de blauwoogvlinder zijn tamelijk breedbladige soorten uit de grassenfamilie, bijvoorbeeld pijpenstrootje, struisriet en dravik. De soort overwintert als rups.